# Docosia mongolica
Docosia mongolica är en tvåvingeart som beskrevs av Lastovka och Loïc Matile 1974. Docosia mongolica ingår i släktet Docosia och familjen svampmyggor.
Artens utbredningsområde är Mongoliet. Inga underarter finns listade i Catalogue of Life.